# パコラ (パナマ)
パコラ(スペイン語：Pacora)は、パナマのパナマ県の都市。
2010年の人口は10万3960人で、国内6位。

## 人口
- 1990年5月13日：1万1333人
- 2000年5月15日：5万2593人
- 2010年5月16日：10万3960人